# یون چی هو
یون چی هو (۱۸۶۴-۱۹۴۵) فعال و متفکر برجسته سیاسی کره در اواخر قرن ۱۹ و اوایل قرن ۲۰ میلادی بود. او خصوصاً در سالهای نخست فعالیت سیاسی خویش، ملی گرایی دو آتیشه بود و اقداماتی برای مدرنیزه کردن دولت کره به اجرا گذارد. او در اجتماعات سیاسی مهمی شرکت کرد؛ از جمله، انجمن استقلال که توسط سئو جائه پیل هدایت می‌شد. او همچنین در موقعیت‌های سیاسی مهمی نیز ایفای نقش کرد و یکی از حامیان مهم مسیحیت در کره بود.
با وجود این که، او در سالهای نخست طرفدار جنبش‌های میهن پرستانه و ناسیونالیستی بود، روش خود را در سالهای بعد به سرعت تغییر داد. او قدرت دولت چوسان را کاهش داد و از حاکمیت آن انتقاد کرد. به دنبال آن، از تحت‌الحمایگی کره توسط ژاپن حمایت کرد؛ مسئله‌ای که به تسخیر کامل این کشور در ۱۹۱۰ میلادی منجر شد. به دلیل این اقدامات او، امروزه مردم کره از وی به عنوان همدست ژاپنی‌ها یاد می‌کنند.

## نگارخانه

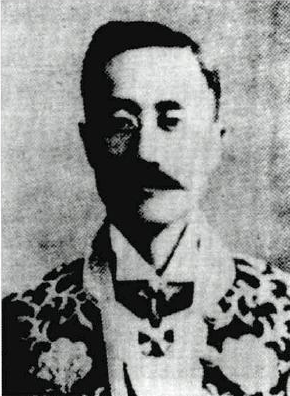
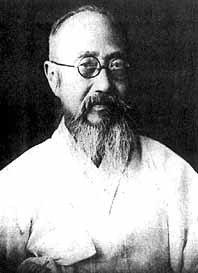
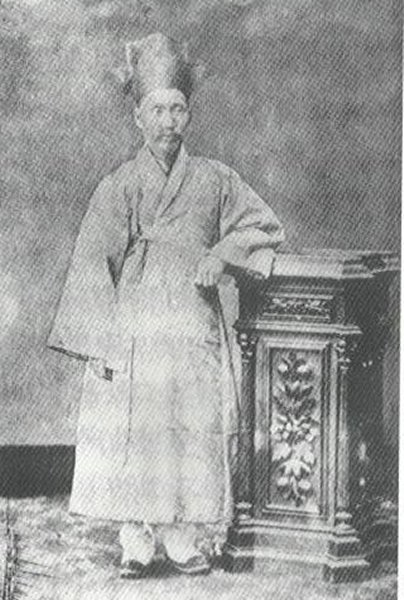
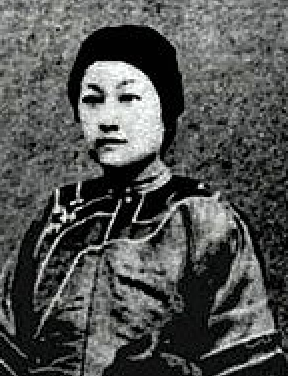
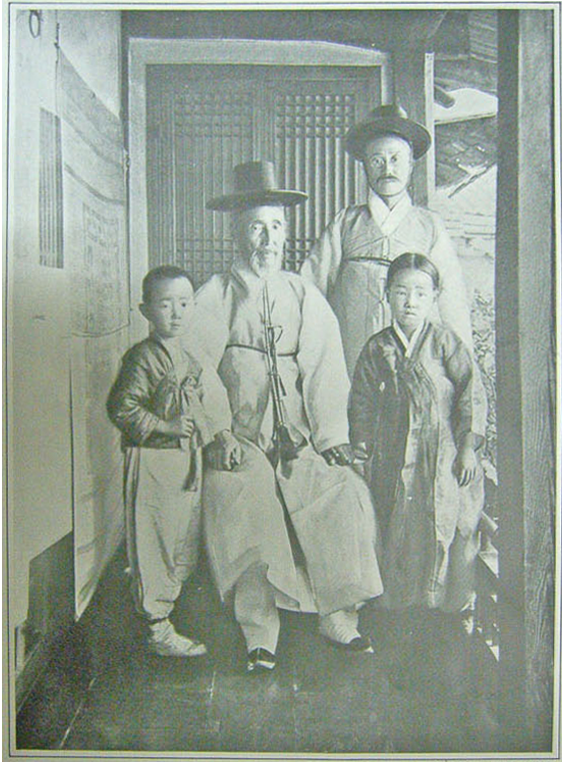
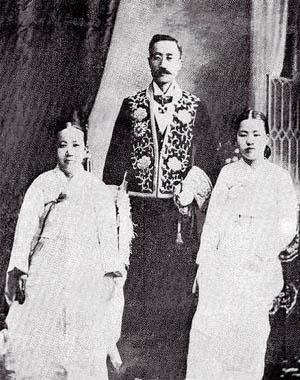
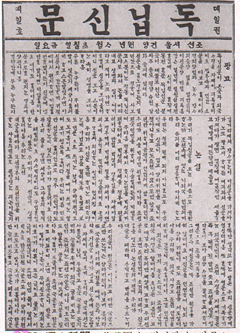
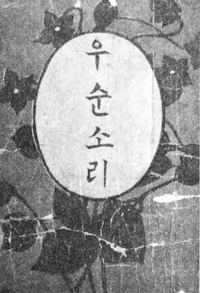
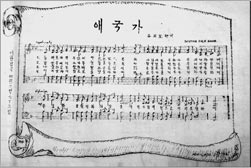
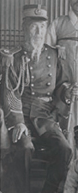
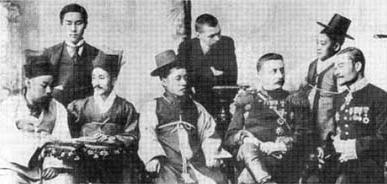
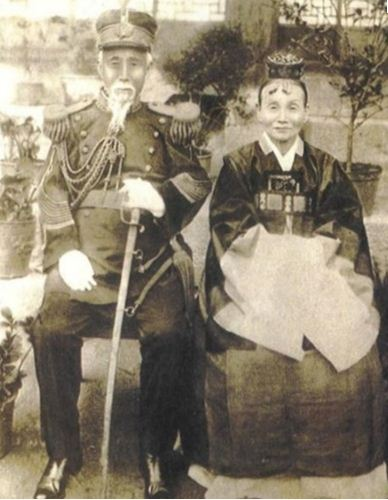
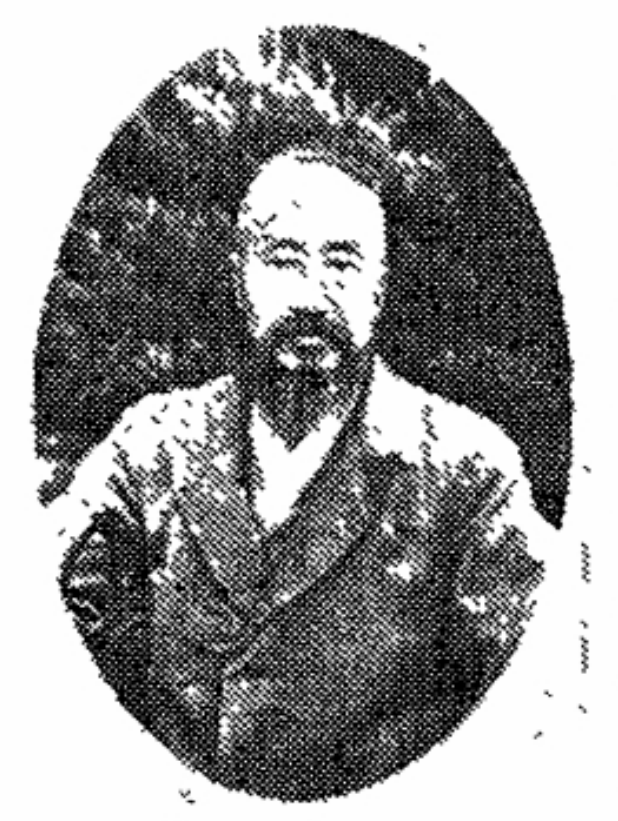
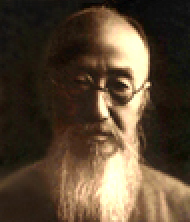
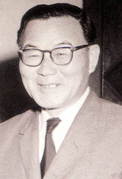